# Digitally Imported
Digitally Imported (auch DI.FM) ist ein US-amerikanischer Internetradio-Sender, der sich auf elektronische Musikstile wie Trance, Techno oder House spezialisiert hat.
Zur gleichen Firma gehören auch die Stationen
- RadioTunes (ehemals Sky.fm), die das Spektrum jenseits der elektronischen Musik bedient,
- JazzRadio.com, welche den Bereich des Jazz und Blues abdeckt,
- RockRadio.com, die verschiedene Rock-Musikstile anbietet, sowie
- ClassicalRadio.com mit Stilrichtungen klassischer Musik und
- ZenRadio.com mit Musik zum Relaxen und Meditieren.
- Das auf lateinamerikanische und karibische Musik spezialisierte Fresca Radio wurde zum Jahresende 2015 eingestellt. Eine Reihe von ehemaligen Fresca-Radio-Channels wurden von RadioTunes übernommen und gingen am 18. Januar 2016 auf Sendung.

## Geschichte
Die Gründung erfolgte am 6. Dezember 1999 durch Ari Shohat, der das Ziel verfolgte, Trance- und Techno-Musik-Importe aus Europa dem amerikanischen Publikum via Internet leichter verfügbar zu machen. Er wollte so für die zunehmende Verbreitung und Akzeptanz dieser Musikrichtung in den USA sorgen. Das Programm wurde anfangs über eine 56-kbit/s-Verbindung gesendet und bestand zunächst nur aus einem einzigen Kanal, dem Trance Channel. Bald wurde dieser jedoch um weitere Kanäle erweitert, die Musik der verwandten Stilrichtungen Hard-Trance und Eurodance sendeten.
Die Anzahl der angebotenen Musikrichtungen wurde laufend erweitert, die verfügbare Daten-Bandbreite laufend aufgestockt. Ebenso werden inzwischen neben den eigentlichen Radiokanälen auch Playlisten mit Titeln zu unterschiedlichsten Stilrichtungen angeboten, auch spezielleren, die nicht durch eigene Kanäle abgedeckt sind. 
DI.FM wuchs neben Accuradio und Live365 zu einem marktführenden Webradio-Imperium an, das mittlerweile fast die gesamte Palette an elektronischen Musikstilen abdeckt.
Mittlerweile lauschen zu Spitzenzeiten um die 90.000 Hörer den 100 Stationen, darunter auch diejenigen des Schwestersenders RadioTunes.

## Geschäftliches
Obwohl das Unternehmen profitorientiert ist, erzielt es mit dem Verkauf von Werbung und Audio-Streaming-Abos nicht genügend Einnahmen, um sämtliche Ausgaben wie Datenverkehr und Unterhalt der Server zu bezahlen. Die Firma ist so nach eigenen Angaben auf die Arbeit von Freiwilligen sowie zusätzlich auf Spenden von Gönnern angewiesen. (Quelle: Website)
Der Sender ist eine im Staat New York eingetragene Gesellschaft „Digitally Imported, Inc.“
Verantwortlicher Geschäftsführer von DI.FM sowie RadioTunes ist bis heute der Gründer Ari Shohat.

## Sendungen
Die wohl bekanntesten Sendungen auf DI.FM sind die wöchentlichen A State Of Trance von Armin van Buuren und Future Sound of Egypt von Aly & Fila auf dem Trance Channel, die auch auf vielen weiteren Radiosendern weltweit übertragen werden. Die dienstälteste Show dagegen ist „Tranceformation“ (ehemals Trance-N-Motion in Partnerschaft mit Tommaso De Donatis), präsentiert vom deutschen DJ Ciacomix, der bereits seit 2000 im Team von Digital Imported arbeitet. Weiterhin war er einer der ersten DI.FM DJs, welcher live auf Sendung ging.
Prinzipiell kann sich jeder DJ oder Produzent bei DI für die Veröffentlichung seiner Produktionen bewerben, welche dann – sofern sie die Qualitätsanforderungen erfüllen – in die Track-Rotation aufgenommen werden.
Ein wichtiges, wiederkehrendes Highlight sind Liveübertragungen aus Clubs oder von Events, bei denen zusätzlich oft ein Videostream angeboten wird, der wie der reine Audiostream kostenfrei empfangbar ist.
Das aktuelle Monatsprogramm kann man dem DI.FM Eventkalender entnehmen.

## Programme
Zurzeit (Stand 7. März 2025) verfügbare Channels (Programme) von DI.FM und der fünf Schwesterstationen sind:
| DI.FM | RadioTunes | ROCKRADIO | JAZZRADIO | ClassicalRadio | ZenRadio |
| --- | --- | --- | --- | --- | --- |
| - 00s Club Hits - Ambient - Atmospheric Breaks - Bass & Jackin’ House - Bassline - Big Beat - Big Room House - Breaks - Chill EDM - ChillHop (Trip-Hop) - Chillout - Chillout Dreams - Chillstep - Chill & Tropical House - Classic EuroDance - Classic EuroDisco - Classic Trance - Classic Vocal Trance - Club Dubstep - Club Sounds - Dark DnB - Dark PsyTrance - Deep House - Deep Nu-Disco - Deep Organic House - Deep Progressive House - Deep Progressive Trance - Deep Tech - Detroit House & Techno - Disco House - DJ Mixes - Downtempo Lounge - Drum ’n’ Bass - Drumstep - Dub - Dubstep - Dub Techno - EDM Festival - EDM Hits - Electro House - Electronic Pioneers - Electropop - Electro Swing - Epic Trance (Uplifting Trance) - EuroDance - Funky House - Future Bass - Future Garage - Future Synthpop - Gabber - Glitch Hop (Wonky) - Goa-Psy Trance - Hands Up - Hard Dance - Hardcore - Hardstyle - Hard Techno (Schranz) - House - ICONYC Radio - Indie Beats - Indie Dance (Indietronic) - Jazz House (Nu Jazz) - Jungle - Latin House - Liquid Drum and Bass - Liquid Dubstep - Liquid Trap - LoFi Hip-Hop - LoFi Lounge & Chill - Lounge - Melodic Progressive (House) - Minimal - Nightcore - Nu Disco - Oldschool Acid - Oldschool House - Oldschool Rave - Oldschool Techno & Trance - Progressive - Progressive Psy - Psybient - PsyChill - PsyDub - Russian Club Hits - Slap House - Soulful House - Space Dreams - Summer Chill House - Synthwave - Tech House - Techno - Trance - Trap - Tribal House - UMF Radio - Underground Techno - Vocal Chillout - Vocal House - Vocal Lounge - Vocal Trance | - 00s Country - 00s Dance - 00s Hits - 00s R&B - 00s Rock - 60s Hits - 60s Rock - 70s Hits - 70s Rock - 80s Alt(ernative) & New Wave - 80s Dance - 80s Hits - 80s Rock Hits - 90s Country - 90s Dance - 90s Hits - 90s R&B - 90s Rock - Alternative Rock - Ambient - American Songbook - Baroque Period - Bebop Jazz - Blues Rock - Bossa Nova - Café de Paris - Chillout - Chill & Tropical House - Classical Guitar - Classical Period (Vor- & Wiener Klassik) - Classical Piano Trios - Classic Christmas s - Classic Hip-Hop - Classic Motown - Classic Rock - Club Bollywood - Coffee Jazz - Contemporary Christian - Country - Cuban Lounge - Dance Hits - DaTempo Lounge - Dave Koz & Friends - Disco Party - Downtempo Lounge - Dreamscapes - Easy Listening - EDM Fest - Epic Music - EuroDance - Hard Rock - Holiday Smooth Jazz s - Indie Dance (Indietronic) - Indie Rock - Jazz Classics - Jpop - K-Pop - Latin Pop Hits - Lounge - Love Music - Meditation - Mellow Jazz - Mellow Smooth Jazz - Metal - Modern Blues - Modern Rock - Mostly Classical - Movie Soundtracks - Mozart - Nature - New Age - Oldies - Old School Funk & Soul - Piano Jazz - Pop Christmas s - Pop Rock - Reggaeton - Relaxation - Relaxing Ambient Piano - Romantica - Romántica Latina - Romantic Period - Roots Reggae - Salsa - Sleep Relaxation - Slow R&B - Smooth Beats - Smooth Bossa Nova - Smooth Jazz - Smooth Jazz 24’7 = - Smooth Lounge - Soft Rock - Solo Piano - Top Hits - Uptempo Smooth Jazz - Urban Hits (Hip-Hop) - Urban Pop Hits - Vocal Chillout - Vocal Lounge - Vocal New Age - Vocal Smooth Jazz - World | - 00s Rock - 60s Rock - 70s Rock - 80s Alternative - 80s Rock - 90s Alternative - 90s Rock - Alternative Rock - Black Metal - Blues Rock - Classic Folk Rock - Classic Hard Rock - Classic Metal - Classic Rock - Death Metal - Grunge - Hair Bands (Glam Metal) - Hard Rock - Heavy Metal - Indie Rock - Industrial - Melodic Death Metal - Metal - Metalcore - Modern Folk Rock - Modern Rock - Nu Metal - Pop Rock - Power Metal - Progressive Rock - Punk Rock - Rock Ballads - Screamo-Emo - Soft Rock - Symphonic Metal - Thrash Metal - Yacht Rock | - Afro Jazz - Bass Jazz - Bebop - Blues - Blues Rock - Bossa Nova - Classic Jazz - Cocktail Jazz - Coffee Jazz - Cool Jazz - Current Jazz - Dave Koz & Friends - Fusion Lounge - Guitar Jazz - Gypsy Jazz - Hard Bop - Holiday Jazz s - Holiday Smooth Jazz s - Jazz Ballads - Jazz Hop - Late Night Jazz - Latin Jazz - Love Smooth Jazz - Mellow Jazz - Mellow Piano Jazz - Mellow Smooth Jazz - Modern Big Band - Modern Vocal Jazz - Paris Café - Piano Jazz - Piano Trios - Saxophone Jazz - Sinatra Style - Smooth Bossa Nova - Smooth Jazz - Smooth Jazz 24’7 = - Smooth Lounge - Smooth Uptempo - Smooth Vocals - Straight-Ahead - Swing & Big Band - Timeless Classics - Trumpet Jazz - Vibraphone Jazz - Vocal Legends | - 20th Century - 21st Century - Adagios - Bach - Ballets - Baroque Period - Beethoven - Brahms - Cello Works (Violoncello) - Chamber Works (Kammermusik) - Chopin - Choral Works - Classical Christmass - Classical Guitar Works - Classical Period (Vor- & Wiener Klassik) - Classical Piano Trios - Classical Relaxation - Concertos - Contemporary Period - Debussy - Easy Classical - Flute Works (Flöte) - Gregorian Chant (Gregorianischer Choral) - Grieg - Handel - Harpsichord Works (Cembalo) - Haydn - Liszt - Medieval Period (Musik des Mittelalters) - Mozart - Nocturnes - Opera Highlights - Operas - Orchestral Works - Organ Works (Orgelmusik) - Overtures (Ouvertüre) - Piano Works - Relaxing Flute (Flöte) - Relaxing Piano - Renaissance Period - Romantic Period - Sacred Works (Kirchenmusik) - Schubert - Shostakovich - Solo Instruments - Solo Piano - Sonatas - Songs & Lieder - String Works (Saiteninstrumente) - Symphonies - Tchaikovsky - Telemann - Trumpet Works (Trompete) - Violin Works (Violine) - Vivaldi - Waltzes, Polkas & Marches (Walzer, Polka & Marschmusik) - Wind Works (Blasinstrumente) | - Acoustic Vocal Chillout - Ambient - Atmospheric Dreams - Baby Sleep - Chillout - Chillout Dreams - Deep Concentration - Deep Focus - Downtempo Lounge - East Asian Meditation - Love & Relaxation - Meditation - Meditation Guitar - Native American Flute (Flöte) - Nature - New Age - Ocean Sounds - Peaceful Healing - Perfect Sunsets - Pregnancy Relaxation (Schwangerschafts-Entspannung) - Reiki - Relaxation - Relaxing Classical - Relaxing Flute (Flöte) - Relaxing Guitar - Relaxing Piano - Relaxing Spa & Massage - Shamanic Music - Sleep Relaxation - Sounds of Rain - Space Dreams - Stress Relief - Study Music - Tibetan Music - Tibetan Singing Bowls - Tranquility & Healing - Vocal Chillout - Vocal New Age - Yoga - Zen |

s Saisonaler Channel

= Gleicher Kanal (Smooth Jazz 24'7 ist sowohl auf RadioTunes als auch auf JAZZRADIO zu hören). Hinweis: Obwohl weitere Kanäle teilweise den gleichen Namen haben, sind sie nicht identisch.

## Übertragung
DI bietet mehrere Channels an, die kostenlos (werbefinanziert) angehört werden können.
Folgende Streambandbreiten werden gratis angeboten:
- 40 kbit/s HE-AAC
- 64 kbit/s HE-AAC
- 96 kbit/s MP3

Für eine monatliche Gebühr zwischen etwa 5 bis 8 US-$ (je nach Mindestvertragslaufzeit) stehen den Abonnenten zusätzliche Bandbreiten mit höherer Audioqualität zur Verfügung, wobei auch die Werbepausen entfallen:
- 320 kbit/s MP3
- 128 kbit/s AAC
- 64 kbit/s HE-AAC

## Technik
Für die Übertragung der Programme wird das MP3-Format verwendet, das über einen SHOUTcast-Server gestreamt wird.
Mittlerweile können die Programme auch im aacPlus-Format empfangen werden.
Voraussetzung für den Empfang ist ein MP3-Player auf Softwarebasis wie z. B. Clementine, Winamp, foobar2000, Amarok, QuickTime und VLC media player. Alternativ kann der Empfang auch per Webbrowser erfolgen. Ebenso werden Hardware-MP3-Player sowie diverse andere Hardwareplayer unterstützt, darunter auch der intelligente Lautsprecher Amazon Echo. Zudem stehen Apps für den Empfang via Smartphone und Tabletcomputer zur Verfügung. Die einzelnen Sender haben jeweils eigene Apps, die für Android, Apple iPhone und Apple iPad angeboten werden.